# Sophiopsis
Sophiopsis es un género de plantas fanerógamas de la familia Brassicaceae. Comprende cinco especies. 

## Especies seleccionadas
- Sophiopsis annua
- Sophiopsis flavissima
- Sophiopsis micrantha
- Sophiopsis mongolica
- Sophiopsis sisymbrioides

- Datos: Q9078997